# Vera van Hazebrouck
Vera van Hazebrouck (* 25. Oktober 1954 in Frankfurt am Main) ist eine Kulturmanagerin.

## Leben
Vera van Hazebrouck studierte Agrarwissenschaft und Theaterwissenschaft in Wien. Von 1985 bis 1987 schloss sie ein Zusatzstudium des Kulturmanagements an der Hochschule für Darstellende Kunst in Wien an. Erste berufliche Tätigkeit im Kulturbereich sammelte van Hazebrouck bei der Konzertdirektion Winderstein in München. 1992 ging sie für das Schleswig-Holstein Musik Festival als Leiterin der Konzertplanung nach Hamburg. Für drei Festivalsommer entwickelte sie für 20 Spielstätten über 120 Konzertprogramme für jeden Sommer. Die nächste berufliche Station führte van Hazebrouck nach Berlin. Von 1994 bis 1995 war sie an der Deutschen Staatsoper Berlin persönliche Referentin des Generalmusikdirektors Daniel Barenboim und bekleidete zusätzlich die Position der Leiterin der Konzertplanung. Ihr erstes Orchester übernahm Vera van Hazebrouck 1995. Die Deutsche Kammerphilharmonie Bremen berief sie als Geschäftsführerin nach Bremen. Von November 1997 bis September 2007 war sie Intendantin der Tonhalle Düsseldorf und der Düsseldorfer Symphoniker. In dieser Funktion war sie zusätzlich im künstlerischen Beirat des Robert-Schumann-Festes und des Niedersächsischen Musikfestes tätig. Im November 2007 holte sie Daniel Barenboim als Direktorin der Staatskapelle Berlin an die Deutsche Staatsoper Berlin zurück. Von 2009 bis 2014 war Vera van Hazebrouck Direktorin des Mozarteumorchesters Salzburg.
Im Herbst 2014 gründete sie Van Hazebrouck Artists, eine internationale Künstleragentur für Dirigenten, Instrumentalisten und Komponisten.